# Sint-Agathakerk (Lisse)
De Sint-Agathakerk is een rooms-katholieke kerk aan de Heereweg 273 in de Nederlandse plaats Lisse.
De kerk werd in 1902-1903 gebouwd. De architect was waarschijnlijk Jean van Groenendael, die in 1900-1901 al het Sint-Agathagesticht tegenover de kerk had gebouwd. Het werk van Jean van Groenendael wordt echter regelmatig verward met dat van zijn broer Hubert van Groenendael, aan wie deze kerk ook wel wordt toegeschreven.
Van Groenendael ontwierp een 60 meter lange driebeukige kruiskerk in neogotische stijl. De bouwkosten bedroegen fl.36051,-. In 1929 werd het bovenste deel van de toren vervangen door de huidige spits, die is ontworpen door Jos Cuypers. Een groot deel van de gebrandschilderde ramen werd in 1908 geplaatst en was afkomstig uit het atelier F. Nicolas en Zonen uit Roermond. Beeldhouwer J.P. Maas bouwde de altaren. De kruiswegstaties werden geschilderd door Jan Dunselman. Zijn broer Kees Dunselman maakte de muurschilderingen. Het orgel werd in 1913 gebouwd door Joseph Adema en is geplaatst in een neogotische kas, die werd ontworpen door F.W. Mengelberg.
De Sint-Agathakerk wordt tot op heden gebruikt door de parochie Sint-Willibrordus. Het kerkgebouw en de pastorie staan op de rijksmonumentenlijst.

## Bron
1. ↑  Vereniging Oud Lisse - Nieuwe R.K. scholen voor jongens en meisjes, een gesticht voor de ouden van dagen
2. ↑  MuseumPraat, nummer 42, maart 2003[dode link]